# Serene
Die Serene ist eine 134 Meter lange Megayacht. Sie wird auf der Liste der längsten Motoryachten an 24. Stelle geführt.(Stand: Januar 2025)
Die Yacht gehört seit 2015 dem saudischen Kronprinzen Mohammed bin Salman, der sie auf Urlaub in Südfrankreich sah und dem Eigner, dem russischen Oligarchen und „Wodka-Tycoons“ (Besitzer der Getränkefirma SPI Group) Yuri Shefler, für eine halbe Milliarde Dollar spontan abkaufte.

## Konstruktion
Die Kiellegung fand im März 2007 bei Fincantieri auf der Werft in Muggiano, der Stapellauf am 18. September 2010 statt. Die Bauwerft gibt an, dass es sich bei der Serene um die größte in Italien gebaute Yacht handelt.
Für das Außendesign war das monegassische Unternehmen Espen Øino International verantwortlich, das Innendesign stammt vom Londoner Unternehmen Reymond Langton Design.
Neben den sieben Decks mit einer Gesamtfläche von 4500 m² befinden sich an Bord zwei Hubschrauberlandeplätze, ein Hangar für einen Hubschrauber, ein Salzwasserpool und ein U-Boot für eine Tauchtiefe von bis zu 100 Metern.